# 心破裂
心破裂（しんはれつ, 英: Myocardial rupture または 英: Heart rupture）とは、心臓の心室壁もしくは心房壁が裂けることである。最もよく見られるのは急性心筋梗塞に続発する心破裂であり、心筋梗塞の重大な合併症である。その他には、外傷も原因になる。

## 病因
心破裂の最も多い原因は心筋梗塞後合併症として起こる左室自由壁破裂である。典型的には梗塞発症から3日～5日程度後に発症することが多い。また僧帽弁置換術後に左室後壁破裂が起ることがある。その他の主な原因は鈍的ないし鋭的外傷である。また、心内膜炎、心臓腫瘍、浸潤性疾患も原因として挙げられる。
急性心筋梗塞後に心破裂を発症する危険因子としては、「男性」、「加齢」、そしてBMI低値が報告されている。
心破裂を示唆する徴候としては、まず心膜摩擦音がある。また冠動脈左前下行枝の閉塞はしばしば急性心筋梗塞の原因となるが、経皮的冠動脈形成術（PTCA）の際、冠血流を再灌流させた時の血流の遅滞も徴候の一つである。2時間以上の再灌流の遅れも心破裂に繋がりうる。

## 疫学
心破裂の症例数は、急性心筋梗塞に対しての緊急カテーテルと積極的な薬物療法を行う方針が普及してから減少しつつある。しかし、一様に減少傾向にあるわけではなく、一部の症例ではむしろ増加傾向にある。その一例が、急性心筋梗塞に対する血栓溶解療法である。血栓溶解療法やPTCA後の抗血栓療法は出血性梗塞部の心外膜面からの血性滲出を助長する可能性がある。一方、梗塞症例に対しPTCAを施行した場合、心破裂の発症は有意に下がるとの報告もある。急性心筋梗塞に対してPTCAを施行した場合の心破裂の確率はおよそ1%である。

## 分類
心破裂は以下の3つに分類される。
1. ブローアウト型心破裂（blow-out type）： 急性心筋梗塞発症から通常24時間以内に起る、突発的にスリット状の裂け目が出来て血液が噴出する。
2. ウージング型心破裂（oozing or slow-rupture type）： 梗塞に陥った心筋の糜爛（びらん）から、徐々に壊死心筋が裂けて出血する。このタイプの心破裂は通常梗塞24時間後に発症する。
3. 仮性心室瘤（false aneurysm）： 急性期を克服し慢性期に至った例では仮性瘤を形成する。心室瘤と同様の臨床像を示すが、無症状のこともある。破裂の危険性は真性瘤より高い[9]。

心破裂のもう一つの分類法は、破裂の起こった解剖学的位置によるものである。もっとも重篤なものは左室自由壁破裂である。心タンポナーデから急速な循環動態の破綻を招き死に至る。また心室中隔の破裂は心室中隔欠損症を来し、乳頭筋の断裂は虚血性僧帽弁閉鎖不全症を発症する。

## 症状・徴候
心破裂を発症し心タンポナーデからショックに陥ると、適切な治療が迅速に行われなければ死に至る。その他心破裂の症状・徴候としては、断続的または持続的な胸痛、失神、頸静脈怒張などが挙げられる。

## 診断
心破裂を一旦発症したら循環動態は急速に悪化するため、理学所見、バイタルサインの変化などをもとに臨床的推論によって診断し、心臓超音波検査によって確認する。しかし、心タンポナーデより始まった心破裂がブローアウト型かウージング型かを診断するのは必ずしも容易ではない。

## 治療

### 初期対応
心破裂によりショック状態にある場合は、急激な心停止に対処するための緊急対応として、まず心嚢ドレナージを行い心タンポナーデを解除する。並行して大動脈内バルーンパンピング（IABP）を挿入する。またドレナージを行っても血圧が維持できない場合は、経皮的心肺補助（PCPS）を挿入する。但し、PCPSの開始よりも先に緊急開胸手術を開始できる状況ならば速やかに開始するのが望ましい。

### 手術治療
心破裂に対する手術治療は、心タンポナーデの解除と破裂部の修復を行うことを目的とする。方法としては心筋を直接縫合したり、パッチを縫着する代わりに生体接着剤によりパッチを接着し、用手的に圧迫止血、破裂の修復を行うのが基本であり（sutureless repair）、1993年に sutureless repair による心破裂症例13例に対する治療が報告されたのが最初の報告例である。具体的には、体外循環非使用下にタココンブシートを貼付する方法、フィブリン糊、 GRFグルー、バイオグルーなどを用いて、心膜パッチを更に貼付する方法が報告されている。
ブローアウト型の場合、即ち心筋に明らかな亀裂を生じている場合は、周辺の心筋も相当脆弱になっていることが多い。そのような場合に体外循環非使用下に縫合閉鎖を試みるのは、新たな心筋亀裂を生じ状況をより悪化させる可能性がある。ブローアウト型でも亀裂孔が小さい場合は、まずは上記の sutureless repair で止血を試みても良いが、止血不可能な場合は人工心肺使用下に体外循環を用いた状態で亀裂部を縫合閉鎖する。
しかし実際には、即座に外科的処置を行うことが出来る施設は限られている。また、緊急手術となれば合併症として脳障害と緊急開胸による縦隔炎などの感染症による最終的な致死率が非常に高い。

## 予後
特に外傷性心破裂の死亡率は、50〜90%と極めて高率であると報告されている。急性心筋梗塞後の心破裂に関するある症例研究（Yip, 2003）では、左室自由壁の破裂の場合は死亡率は100.0%としている。一方日本胸部外科学会による心筋梗塞後心破裂の2009年の集計では（Sakata, 2011）、総数は全国で189例、うち30日死亡率は29.6%、入院死亡率は32.3%と報告されている。